# Flashy
| Recensione     | Giudizio |
| -------------- | -------- |
| AllMusic       |          |
| The A.V. Club  | C-       |
| Blender        |          |
| The Kill Times | 5/6      |
| Spin           |          |

Flashy è il quinto album degli Electric Six. È stato pubblicato il 21 ottobre 2008, in versione CD e LP.

## Tracce

### Versione CD
1. Gay Bar Part Two – 2:42
2. Formula 409 – 3:43
3. We Were Witchy Witchy White Women – 3:55
4. Dirty Ball – 3:40
5. Lovers Beware – 3:19
6. Your Heat is Rising – 3:32
7. Face Cuts – 3:15
8. Heavy Woman – 3:14
9. Flashy Man – 2:04
10. Watching Evil Empires Fall Apart – 3:58
11. Graphic Designer – 4:36
12. Transatlantic Flight – 4:02
13. Making Progress – 2:59

### Versione LP
Lato A
1. Gay Bar Part Two – 2:42
2. Formula 409 – 3:43
3. Dirty Ball – 3:40
4. Lovers Beware – 3:19
5. Your Heat is Rising – 3:32
6. Face Cuts – 3:15
7. Flashy Man – 2:04

Lato B
1. We Were Witchy Witchy White Women – 3:55
2. Heavy Woman – 3:14
3. Watching Evil Empires Fall Apart – 3:58
4. Graphic Designer – 4:36
5. Transatlantic Flight – 4:02
6. Making Progress – 2:59